# Seven Stars
Seven Stars è un singolo del gruppo musicale britannico Uriah Heep, pubblicato  nel settembre del 1973 come secondo estratto dall'album Sweet Freedom. È stato scritto da Ken Hensley e Mick Box.

## Formazione
- David Byron – voce
- Mick Box – chitarra
- Ken Hensley – tastiera
- Gary Thain – basso
- Lee Kerslake – batteria